# 南斯拉夫人民解放委员会
南斯拉夫人民解放委员会是民主联邦南斯拉夫（1943年—1945年）政府的临时执行机构，由南斯拉夫人民解放军和游击队于1943年11月29日在亚伊采建立。南斯拉夫人民解放委员会起初並不支持设在伦敦的南斯拉夫王国流亡政府（該政府的領導人為彼得二世）。1945年3月7日，在与南斯拉夫王国流亡政府达成协议（铁托—苏巴希奇协定）后，南斯拉夫人民解放委员会解散。